# Созонівка (Одеський район)
Созо́нівка — село Красносільської сільської громади в Одеському районі Одеської області, Україна. Населення становить 82 особи.

## Населення
Згідно з переписом 1989 року населення села становило 77 осіб, з яких 37 чоловіків та 40 жінок.
За переписом населення 2001 року в селі мешкало 80 осіб.

### Мова
Розподіл населення за рідною мовою за даними перепису 2001 року:
| Мова       | Відсоток |
| ---------- | -------- |
| українська | 92,68 %  |
| російська  | 3,66 %   |
| молдовська | 2,44 %   |
| білоруська | 1,22 %   |